# 瓦特里
瓦特里（法語：Vatry，法語發音：[vatʁi]）是法国马恩省的一个市镇，位于该省中南部，属于香槟沙隆区。瓦特里因其境内的货运机场而闻名。

## 地理
瓦特里（48°49'19"N, 4°14'42"E）面积8.39 平方千米，位于法国大東部大區马恩省，该省份为法国东北部内陆省份，北起阿登省，西北接埃纳省，西南接塞纳-马恩省，南至奥布省，东南接上马恩省，东临默兹省。
与瓦特里接壤的市镇（或旧市镇、城区）包括：科勒河畔布勒沃里、比西莱特雷、苏德龙。

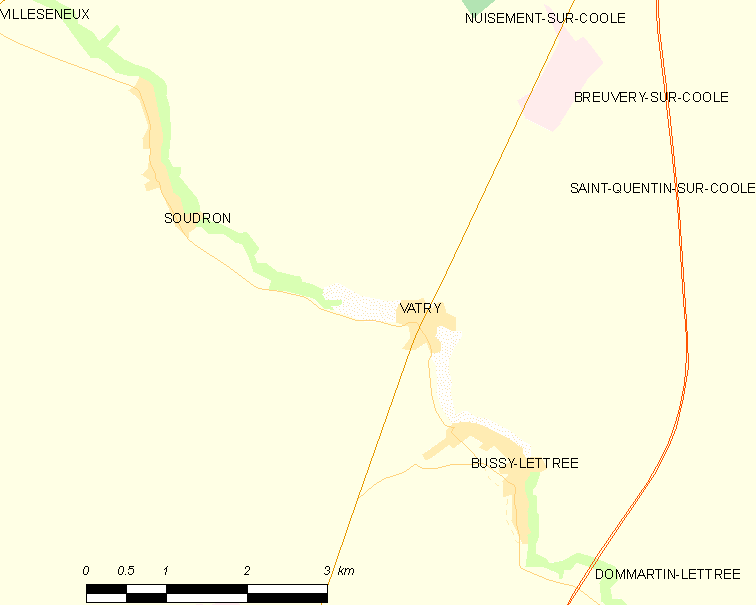
瓦特里的OSM定位图

瓦特里的时区为UTC+01:00、UTC+02:00（夏令时）。

## 行政
瓦特里的邮政编码为51320，INSEE市镇编码为51595。

## 政治
瓦特里所属的省级选区为香槟沙隆第三县。

## 人口

1962-2008年间瓦特里人口变化图示

瓦特里于2022年1月1日时的人口数量为146人。